# Ігор Четуєв
Ігор Володимирович Четуєв (29 січня 1980, Севастополь) — український піаніст, професор Вищої школи музики і театру Ганновера.

## Життєпис
Народився 29 січня 1980 року в Севастополі. Навчався у севастопольській Дитячій музичній школі № 1 у педагогів Наталії Переферкович і Тетяни Кім. Під час навчання отримав дипломи міжнародних конкурсів юних піаністів у німецькому місті Еттлінген (1992), імені Петра Чайковського у Москві (1992), здобув I премію на Всеукраїнському конкурсі імені Сергія Рахманінова в Херсоні (1993). У 1994 році отримав Гран-прі і декілька спеціальних призів на Міжнародному конкурсі юних піаністів Володимира Крайнєва в Харкові. На запрошення Крайнєва з 1997 року продовжив навчання під його керівництвом у Вищій школі музики і театру в Ганновері, Німеччина.
У 1998 році отримав I премію і приз глядацьких симпатій на Міжнародному конкурсі піаністів-майстрів імені Артура Рубінштейна, Ізраїль. Після перемоги здійснив гастрольне турне містами Німеччини і Близького Сходу.
Загалом гастролював у більш ніж 40 країнах світу. Брав участь у міжнародних музичних фестивалях в Кальмарі (Франція), Гштадті (Швейцарія), Брауншвейзі (Німеччина) тощо. Як соліст виступав з Національним симфонічним оркестром України, Симфонічним оркестром Національної філармонії України, національними оркестрами Франції і Бельгії, філармонічними оркестрами Санкт-Петербурга, Гааги і Люксембурга, Ізраїльським філармонічним і Ізраїльським камерним оркестром, Державним камерним оркестром «Віртуози Москви» та багатьма іншими. Грає з Квартетом імені Шимановського, у камерних ансамблях з українськими скрипалями Валерієм Соколовим і Андрієм Бєловим, віолончелістом Ксавьє Філліпсом, гобоїстом Олексієм Огринчуком.
З 2008 року працював асистентом в класі Володимира Крайнєва, а з 2012 року є професором Вищої школи музики і театру в Ганновері.